# مارکو سترلر
مارکو سترلر (انگلیسی: Marco Streller؛ زادهٔ ۱۸ ژوئن ۱۹۸۱) یک بازیکن فوتبال اهل سوئیس است که در پست مهاجم بازی می‌کند.
وی همچنین در تیم ملی فوتبال سوئیس بازی کرده‌است.